# Melanagromyza lomatii
Melanagromyza lomatii är en tvåvingeart som beskrevs av Steyskal 1980. Melanagromyza lomatii ingår i släktet Melanagromyza och familjen minerarflugor.
Artens utbredningsområde är Oregon. Inga underarter finns listade i Catalogue of Life.